# Metropolia Toliara
Metropolia Toliara – jedna z 5 metropolii kościoła rzymskokatolickiego na Madagaskarze. Została ustanowiona 3 grudnia 2003.

## Diecezje
- Archidiecezja Toliara
  - Diecezja Morombe
  - Diecezja Morondava
  - Diecezja Tôlagnaro

## Metropolici
- Fulgence Rabeony (2003–2023)
- Gustavo Bombin Espino (od 2023)